# Штраллегг
Штраллег (нем. Strallegg) — коммуна в Австрии, в федеральной земле Штирия. 
Входит в состав округа Вайц.  Население составляет 2002 человека (на 31 декабря 2005 года). Занимает площадь 41,97 км². Официальный код  —  61750.

## Политическая ситуация
Бургомистр коммуны — Петер Керн (АНП) по результатам выборов 2005 года.
Совет представителей коммуны (нем. Gemeinderat) состоит из 15 мест.
- АНП занимает 10 мест.
- СДПА занимает 3 места.
- АПС занимает 1 место.
- местный список: 1 место.